# Antonín Vendl
Plk. Antonín Vendl (9. června 1919 Šejdorf – 2. dubna 2002 Praha) byl československý stíhací pilot v období druhé světové války.

## Život

### Před druhou světovou válkou
Antonín Vendl se narodil 9. června 1919 v Šejdorfu (dnes Skřivánek) na Havlíčkobrodsku. V roce 1937 se přihlásil do pilotního výcviku ve Škole pro odborný dorost letectva v Prostějově, ten ale nedokončil z důvodu německé okupace.

### Druhá světová válka
Po německé okupaci odešel Antonín Vendl společně s Josefem Dygrýnem z Protektorátu Čechy a Morava a přes Polsko a Francii do Velké Británie. Zde mu bylo umožněno dokončit pilotní výcvik, po kterém nastoupil v září 1941 k 501. peruti RAF. Jejím příslušníkem byl do června 1942, kdy byl převelen k 313. československé stíhací peruti RAF. Zde dokončil v dubnu 1943 operační turnus, následně sloužil jako přelétávací pilot. V únoru 1944 se přesunul se skupinou Františka Fajtla do Sovětského svazu, kde se stal příslušníkem 1. československého stíhacího pluku. Spolu s ním byl nasazen ve Slovenském národním povstání. Po jeho porážce se stal zástupcem velitele letky, bojových akcí se účastnil až do konce války.

### Po druhé světové válce
Po návratu do Československa sloužil Antonín Vendl u Vojenské dopravní skupiny na letišti Letňany. V roce 1949 byl vyhozen z armády a byl nucen živit se manuální prací. Rehabilitován byl po roce 1989. Zemřel v Praze 2. dubna 2002.

## Ocenění

### Vyznamenání
- 2x Československá medaile Za chrabrost před nepřítelem
- 2x Československý válečný kříž 1939
- Hvězda 1939–1945
- Hvězda Atlantiku
- Britská medaile Za obranu
- Válečná medaile 1939–1945
- 1998 Medaile Za hrdinství

### Posmrtná ocenění
- V rodném Skřivánku byla Antonínu Vendlovi odhalena pamětní deska[1]